# National Society of Film Critics Award per la miglior attrice
Il National Society of Film Critics Award per la miglior attrice (National Society of Film Critics Award for Best Actress) è un premio cinematografico assegnato all'interpretazione in un ruolo da protagonista in un film votata dai membri dalla National Society of Film Critics (NSFC) come la migliore dell'anno.
È stato consegnato annualmente dal 1967 in poi. Vanessa Redgrave e Liv Ullmann hanno entrambe vinto il premio tre volte, più di chiunque altro.

## Vincitori
I vincitori del premio sono indicati in grassetto a fianco della rispettiva annata di premiazione:

### Anni 1960
- 1967: Sylvie - Una vecchia signora indegna (La Vieille Dame indigne)
- 1968: Bibi Andersson - Persona
- 1969: Liv Ullmann - La vergogna (Skammen)

### Anni 1970
- 1970: Vanessa Redgrave - Isadora
- 1971 (gennaio): Glenda Jackson - Donne in amore (Women in Love)
- 1971 (dicembre): Jane Fonda - Una squillo per l'ispettore Klute (Klute)
- 1972: Cicely Tyson - Sounder
- 1974: Liv Ullmann - La nuova terra (Nybyggarna)
- 1975 (gennaio): Liv Ullmann - Scene da un matrimonio (Scener ur ett äktenskap)
- 1975 (dicembre): Isabelle Adjani - Adele H. - Una storia d'amore (L'Histoire d'Adèle H.)
- 1977 (gennaio): Sissy Spacek - Carrie - Lo sguardo di Satana (Carrie)
- 1977 (dicembre): Diane Keaton - Io e Annie (Annie Hall)
- 1979: Ingrid Bergman - Sinfonia d'autunno (Höstsonaten)

### Anni 1980
- 1980: Sally Field - Norma Rae
- 1981: Sissy Spacek - La ragazza di Nashville (Coal Miner's Daughter)
- 1982: Marília Pêra - Pixote - La legge del più debole (Pixote: a Lei do Mais Fraco)
- 1983: Meryl Streep - La scelta di Sophie (Sophie's Choice)
- 1984: Debra Winger - Voglia di tenerezza (Terms of Endearment)
- 1985: Vanessa Redgrave - I bostoniani (The Bostonians)
- 1986: Vanessa Redgrave - Il mistero di Wetherby (Wetherby)
- 1987: Chloe Webb - Sid & Nancy
- 1988: Emily Lloyd - Vorrei che tu fossi qui! (Wish You Were Here)
- 1989: Jodie Foster - Sotto accusa (The Accused)

### Anni 1990
- 1990: Michelle Pfeiffer - I favolosi Baker (The Fabulous Baker Boys)
- 1991: Anjelica Huston - Chi ha paura delle streghe? (The Witches) e Rischiose abitudini (The Grifters)
- 1992: Alison Steadman - Dolce è la vita (Life Is Sweet)
- 1993: Emma Thompson - Casa Howard (Howards End)
- 1994: Holly Hunter - Lezioni di piano (The Piano)
- 1995: Jennifer Jason Leigh - Mrs. Parker e il circolo vizioso (Mrs. Parker and the Vicious Circle)
- 1996: Elisabeth Shue - Via da Las Vegas (Leaving Las Vegas)
- 1997: Emily Watson - Le onde del destino (Breaking the Waves)
- 1998: Julie Christie - Afterglow
- 1999: Ally Sheedy - High Art

### Anni 2000
- 2000: Reese Witherspoon - Election
- 2001: Laura Linney - Conta su di me (You Can Count on Me)
- 2002: Naomi Watts - Mulholland Drive
- 2003: Diane Lane - L'amore infedele - Unfaithful (Unfaithful)
- 2004: Charlize Theron - Monster
- 2005: 
  - Imelda Staunton - Il segreto di Vera Drake (Vera Drake)
  - Hilary Swank - Million Dollar Baby
- 2006: Reese Witherspoon - Quando l'amore brucia l'anima - Walk the Line (Walk the Line)
- 2007: Helen Mirren - The Queen - La regina (The Queen)
- 2008: Julie Christie - Away from Her - Lontano da lei (Away from Her)
- 2009: Sally Hawkins - La felicità porta fortuna - Happy Go Lucky (Happy-Go-Lucky)

### Anni 2010
- 2010: Yolande Moreau - Séraphine
- 2011: Giovanna Mezzogiorno - Vincere
- 2012: Kirsten Dunst - Melancholia
- 2013: Emmanuelle Riva - Amour
- 2014: Cate Blanchett - Blue Jasmine
- 2015: Marion Cotillard - C'era una volta a New York (The Immigrant) e Due giorni, una notte (Deux jours, une nuit)
- 2016: Charlotte Rampling - 45 anni (45 Years)
- 2017: Isabelle Huppert - Elle e Le cose che verranno (L'Avenir)
- 2018: Sally Hawkins - La forma dell'acqua (The Shape of Water) e Maudie  - Una vita a colori (Maudie)
- 2019: Olivia Colman - La favorita (The Favourite)

### Anni 2020
- 2020: Mary Kay Place - Diane
- 2021: Frances McDormand - Nomadland
- 2022: Penélope Cruz - Madres paralelas
- 2023: Cate Blanchett - Tár
- 2024: Sandra Hüller - Anatomia di una caduta (Anatomie d'une chute) e La zona d'interesse (The Zone of Interest)
- 2025: Marianne Jean-Baptiste - Hard Truths